# Embat (organització llibertària)
Embat o Embat, Organització Llibertària de Catalunya és una organització llibertària que té com a objectiu buscar una via d’articulació entre tendències socials, organitzades, amb voluntat d'aportar una perspectiva llibertària al desenvolupament del moviment i l’empoderament populars per aconseguir una Catalunya sobirana mitjançant el desplegament del poder popular amb la major democràcia econòmica i la major democràcia política. Així, aquesta organització pretén edificar el seu projecte amb el debat ampli entre actius socials i sindicals, impulsant els organismes necessaris per a la "pràctica revolucionària diària" i "acompanyar als sectors populars i treballadors en les seves lluites, mantenint estratègies i recursos a curt, mitjà i llarg termini". L'organització es desenvolupa a través de fòrums i taules sectorials que fomenten el debat i posen en contacte a militants dels mateixos interessos i fronts comuns.

## Història
Al llarg dels anys 2011 al 2012, en el marc del que s'anomenaria com a Moviment del 15M o també el primer cicle del Procés Independentista la reflexió sobre les limitacions, les oportunitats i les relacions amb altres agents polítics portà diversos anarquistes qüestionar-se sobre quina postura havia de mantenir l'anarquisme en relació amb aquella realitat social. Fruit d'aquesta reflexió s'arribà a un punt de vista que era gràcies a l'organització que es podien superar les limitacions de l'individualisme, i permetria desenvolupar una teoria o crítica analítica per tal d'assolir la intervenció i intersecció social.
L'any 2013, s'impulsà l'anomenat Procés Embat el qual pretenia agrupar persones de diferents militàncies polítiques, socials i sindicals en una organització de l’anarquisme social i polític. El 2014, en la Declaració de Principis i Intencions es deixà per escrit que "el Procés Embat és una xarxa de militants socials de tradició llibertària que pretén l’articulació d’una tendència organitzada capaç d’aportar, des de l’ideal llibertari, al moviment social i popular en què desenvolupem la nostra activitat quotidiana". Així, el principal objectiu seria el de crear les condicions per a la formació d’una organització anarquista revolucionària basada en els moviments populars de Catalunya. Per això la intenció era la d'actuar de forma planificada i coordinada per apuntar cap a l’anarquisme, tot impedint que aquesta lluita social fos cooptada per altres tendències dels moviments socials. Les persones que fundarien Embat, provindrien bàsicament d'experiències anteriors, com Alternativa Llibertària, Red Libertaria Apoyo Mutuo, Xarxa Llibertària, i de diferents assemblees de barri, així com amb militàncies a diversos sindicats anarquistes com CNT i CGT majoritàriament. També participarien d'espais de debat i coneixement virtual, com els fòrums d'Alasbarricadas.org.
En els inicis Embat començà amb una sèrie de presentacions i contactes diversos amb nuclis constituïts arreu del territori, passant tot seguit a una fase d’intervenció social i política, de coordinació i d’assemblees en espais significatius dels moviments socials, generant també un preprograma econòmic, laboral i sindical, de joventut, territori, sobiranies, democratització política, antirepressiu, etcètera. Així, cap al 2015 la militància d'Embat va aprofundir la seva militància i implicació en lluites veïnals, pel dret a l'habitatge, el sindicalisme combatiu, l’educació pública, lluites antirepressives, feministes i antipatriarcals, d’autodeterminació i altres. Alhora també va desenvolupar una tasca de reflexió teòrica i d’aportació de posicionaments respecte dels conflictes i les situacions polítiques i socials del moment; i una activitat formativa, tant interna, com l'anàlisi de conjuntura, línia política, feminisme, i també externa com serien jornades de reflexió i aportacions sobre la revolució social a Catalunya, trobades amb membres d’altres organitzacions llibertàries de l’Estat espanyol i d’Europa, tot assolint una coordinació permanent amb més d’una vintena a escala internacional. Seria a finals de la dècada que l'Assemblea General donà per finalitzat el Procés Embat i passà a denominar l’organització com a Embat, Organització Llibertària de Catalunya. També es fixà un programa resumit en principis ideològics i polítics, línia política, estratègia, feminisme, funcionament, mecanisme de presa de decisions i codi ètic.
L'organització d'Embat, manté un fort vincle amb l'organització de Joventuts Llibertàries Batzac, que va ser fundada també per companyes d'Embat. A més, es manté relacions fraternes històriques amb diverses organitzacions de l'anarquisme social i organitzat d'Amèrica Llatina, tals com la consagrada FAU (Uruguai), fins a la FAR de la ciutat de Rosario (Argentina), passant pels diversos processos organitzatius germans a Xile o Brasil (CAB i OSL). També forma part d'espais de coordinació internacional, com amb el portal web Anarkismo.net, i dins d'aquest espai al d'organitzacions del continent europeu, junt amb Die Plattform (Alemanya), UCL (França), Coordinadora Salamandra (Italia), ACG (UK), Midada (Suïssa), i d'altres. En l'àmbit de l'Estat espanyol han establert relacions amb altres organitzacions o organitzacions en procés de creació, i centres d'estudis, com  SELG (Galiza), Hedra (Alacant), Impulso (Granada) i Liza (Madrid) amb les que gestionen el portal RegeneracionLibertaria.org i l'editorial Teima. A part d'organitzacions específicament anarquistes, mantenen també relacions fluides amb organitzacions, col·lectius i sindicats revolucionaris, participant en la realització de jornades, i impulsant congressos d'habitatge o publicacions decreixentistes amb diverses d'elles.